# 馬鞍山駅
馬鞍山駅（ばあんざんえき）は香港新界沙田区に位置する香港鉄路（MTR（港鉄））屯馬線の駅である。

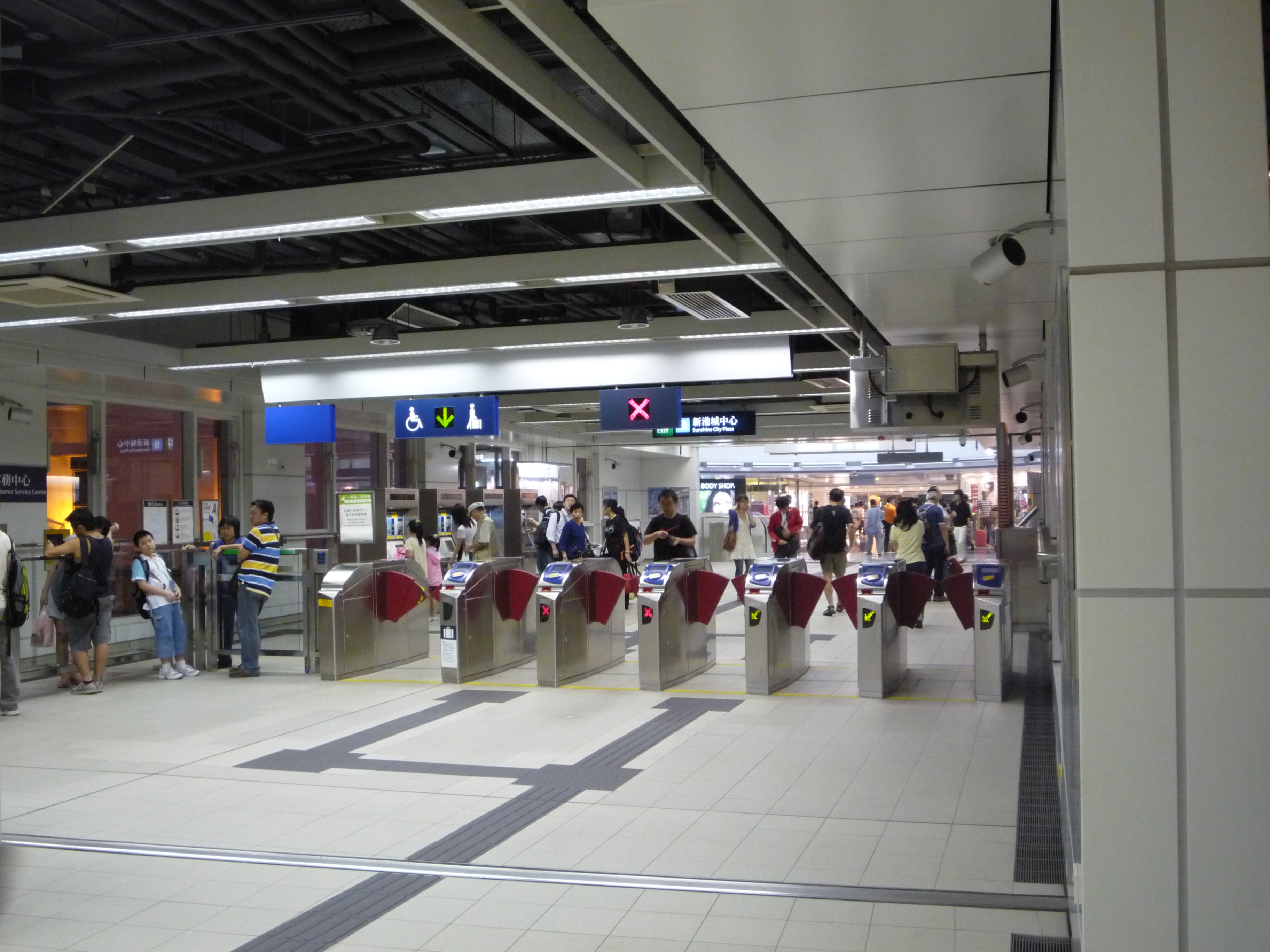
コンコース

## 駅構造
- 島式ホーム1面2線の高架駅。

| P ホーム | ➊番線                        | ←■屯馬線 屯門方面                               |
| P ホーム | 島式ホーム、左側の扉が開く。 |                                                 |
| P ホーム | ➋番線                        | ■屯馬線 烏渓沙方面→                             |
| C 大堂   | 大堂                         | 出口、客務中心、便所                            |
| C 大堂   | 大堂                         | 駅商店、ATM、「e分鐘著數」機                    |
| G 地下   | 地面                         | 停車場 （非開放地区、只供送貨到車站之車輛使用） |

## 駅周辺

### 出口
- A - 馬鞍山広場
  - 馬鞍山広場、海柏花園、福安花園、海澄軒、馬鞍山中心、馬鞍山中央公園、馬鞍山公共図書館、迎濤湾、海濤居、雅濤居、雅典居、海典居
- B - 新港城中心
  - 新港城中心、五邑馮平山夫人李穎璋学校、富輝花園、馮堯敬紀念中学、錦禧苑、錦英苑、馬鞍山健康中心、雅景臺、保良局荘啓程小学、富宝花園、東華三院黄鳳湘中学、仁済医院董之英紀念中学

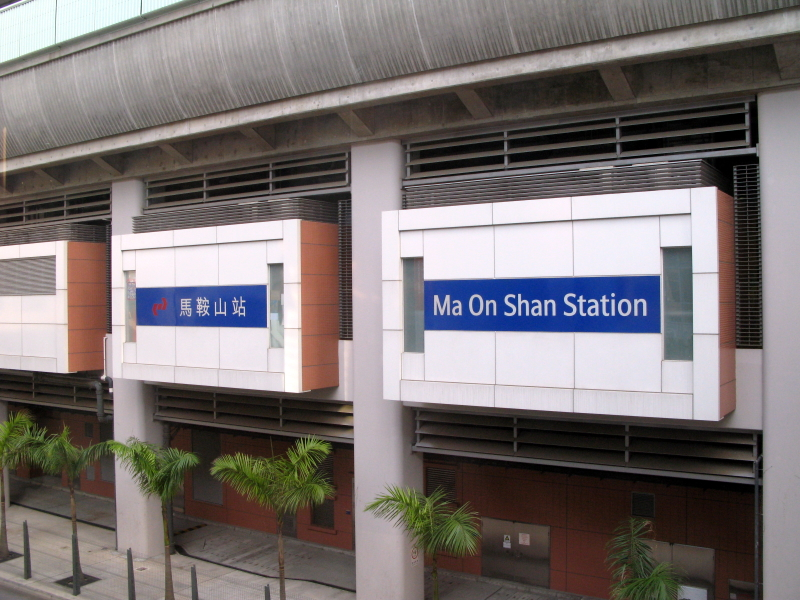
九広鉄路が合併する以前の駅看板の様子
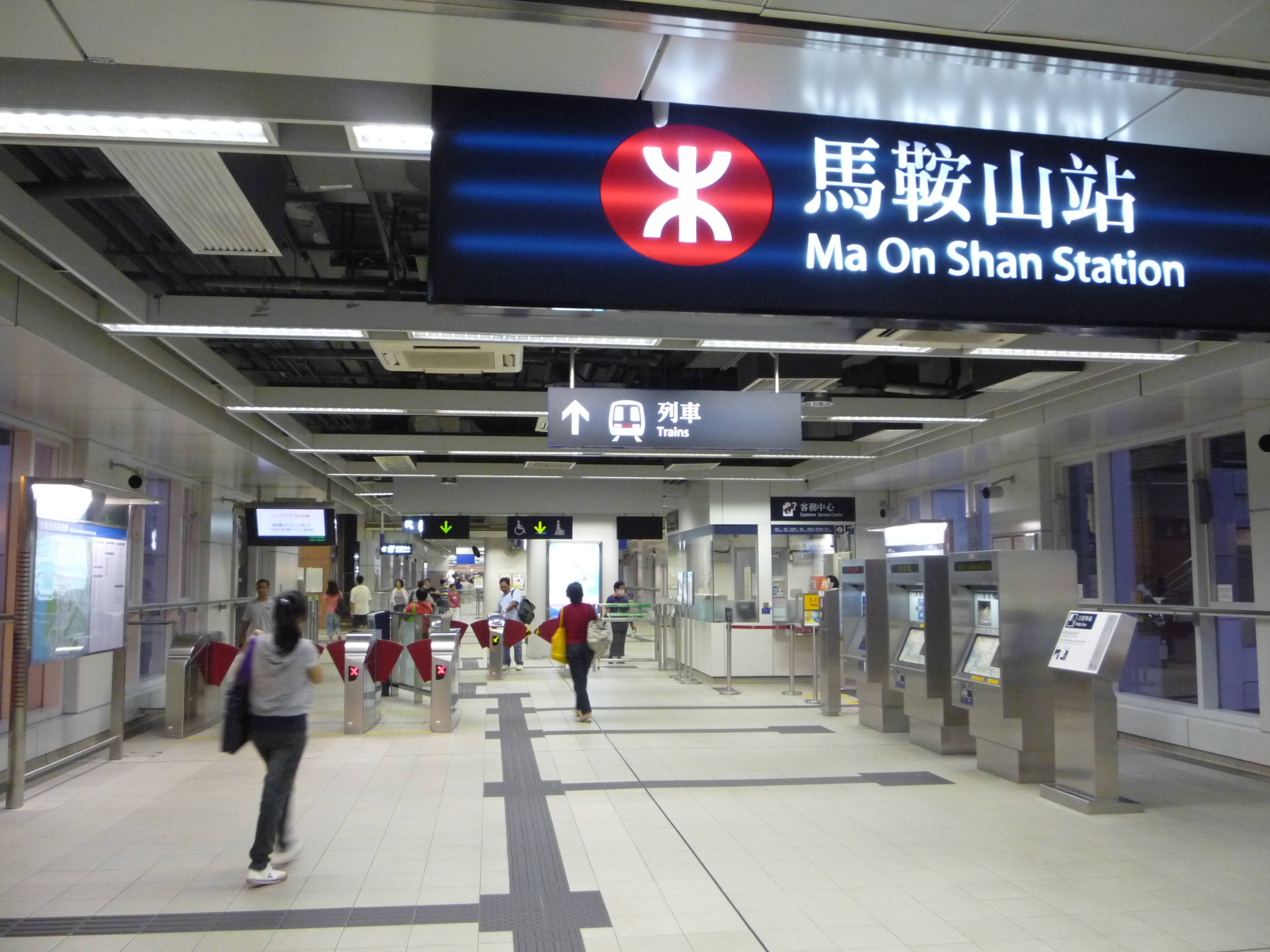
A出口大堂
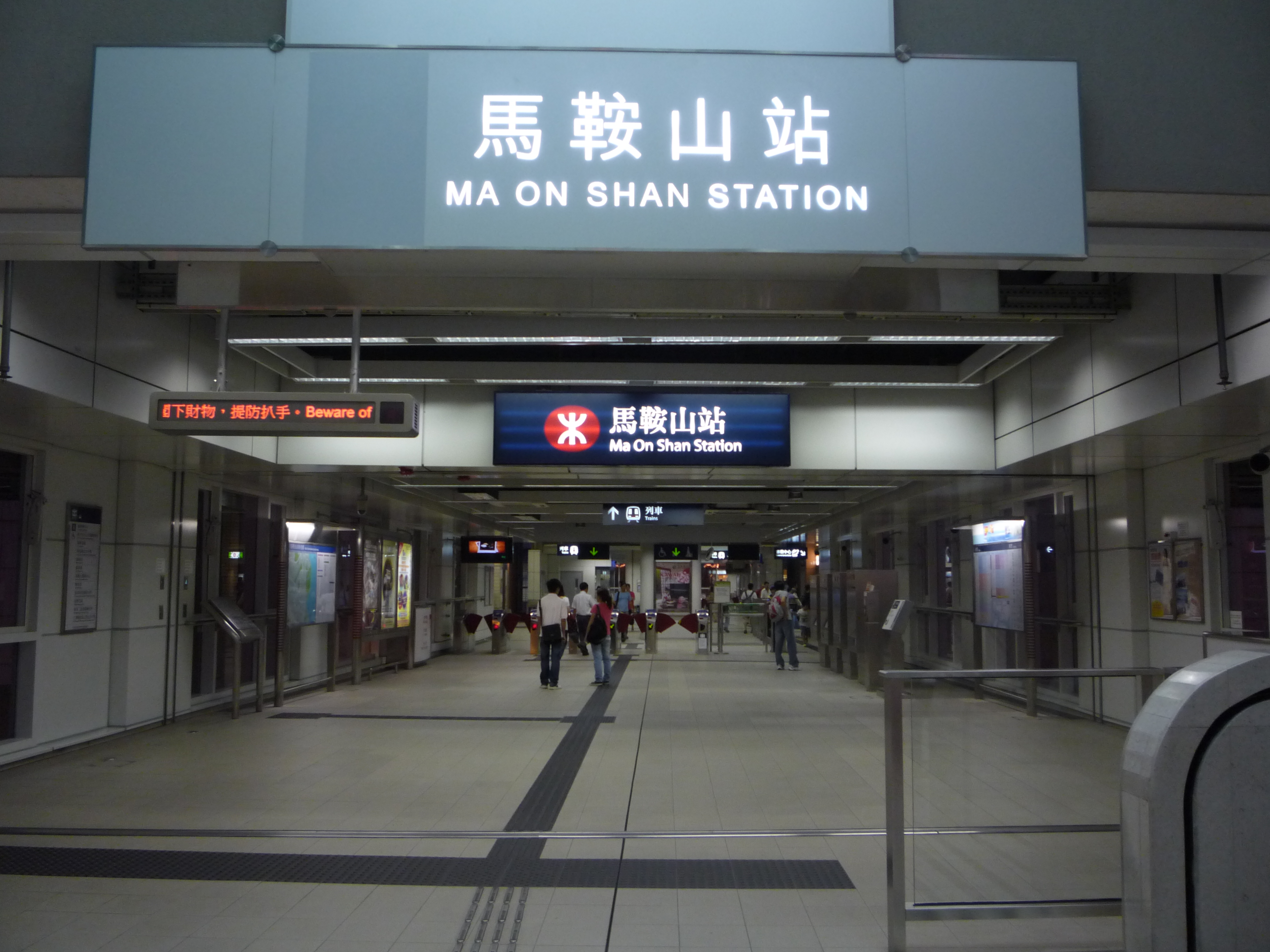
B出口大堂
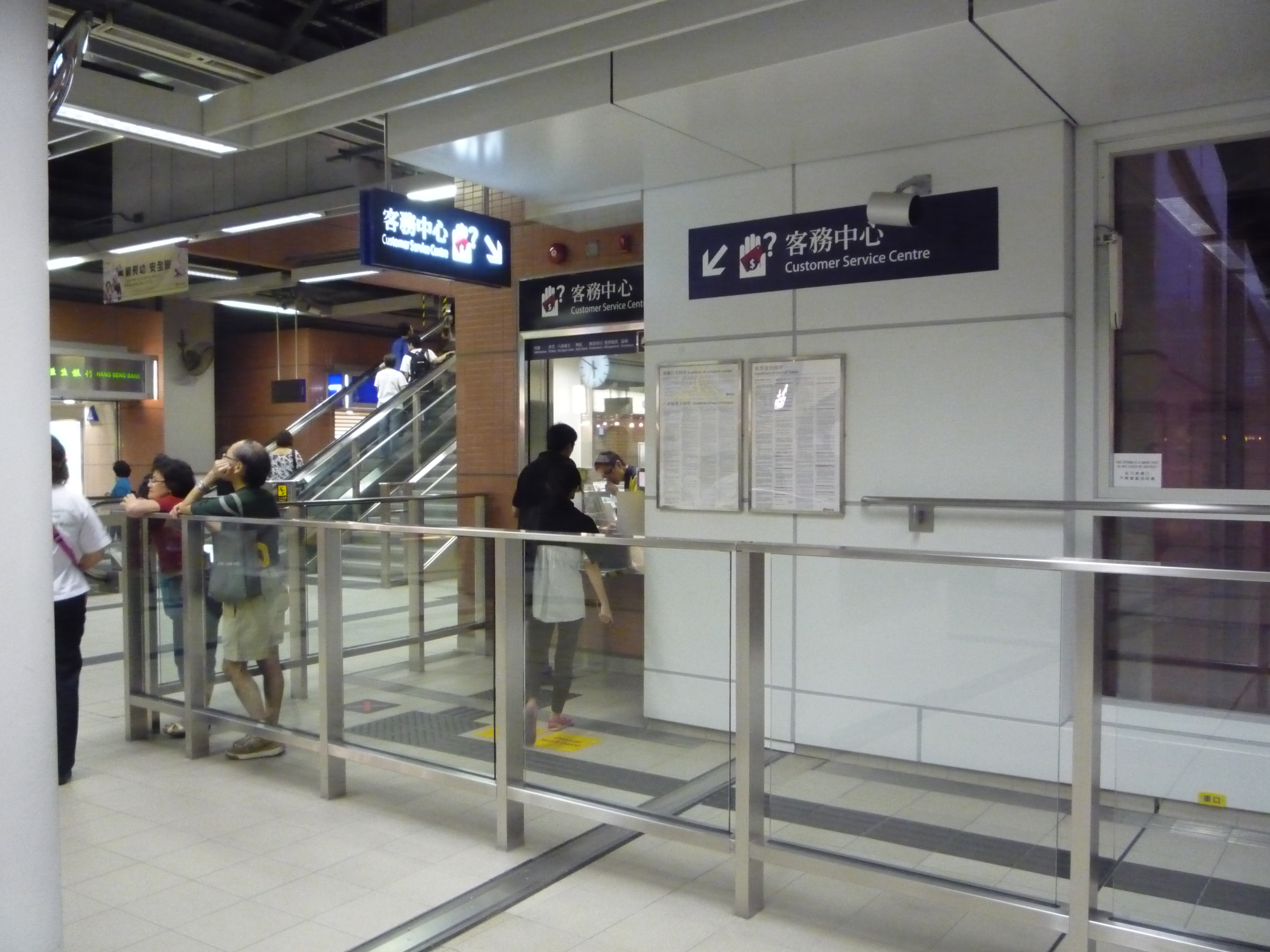
B出口客務中心
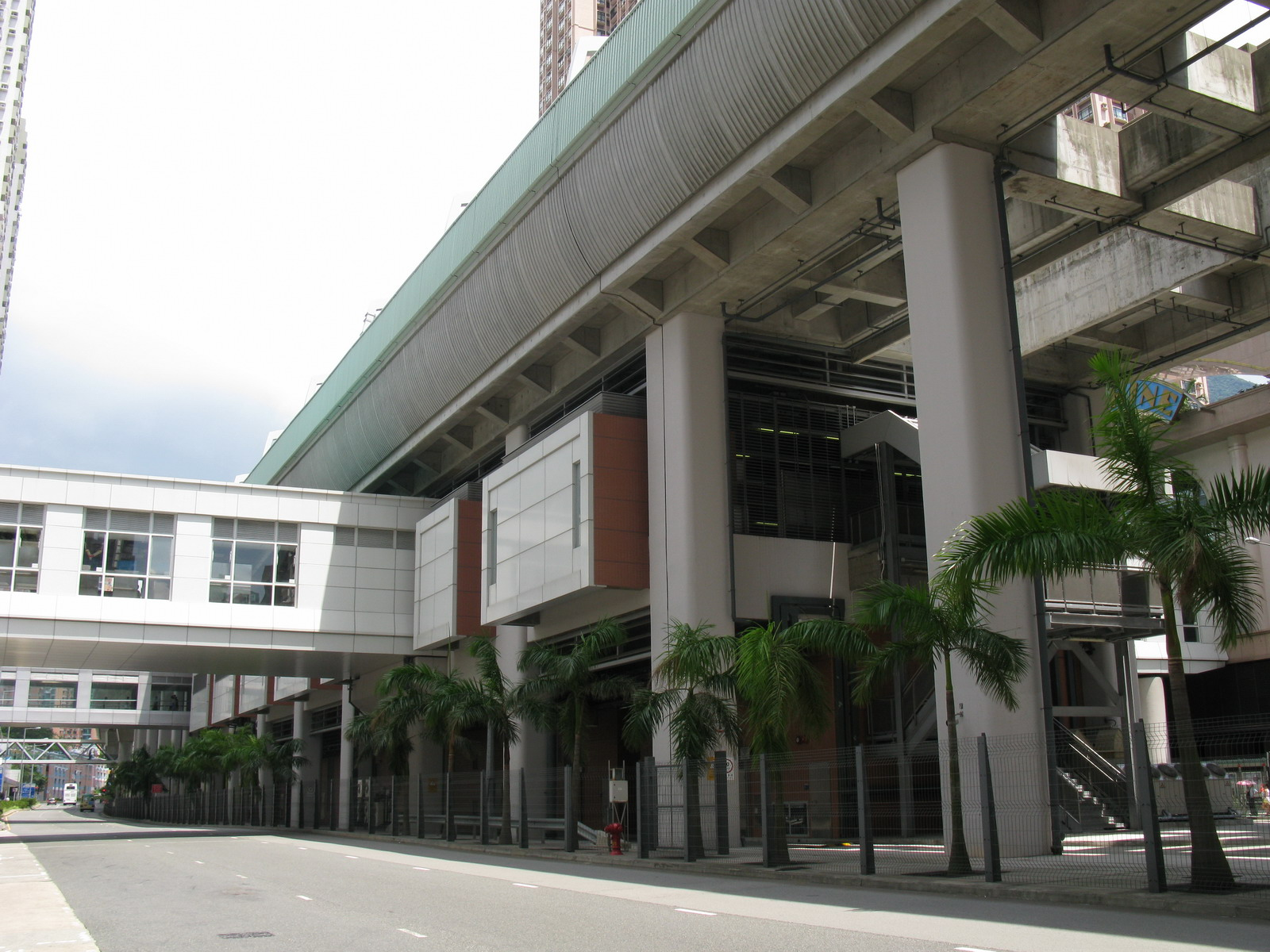
外観
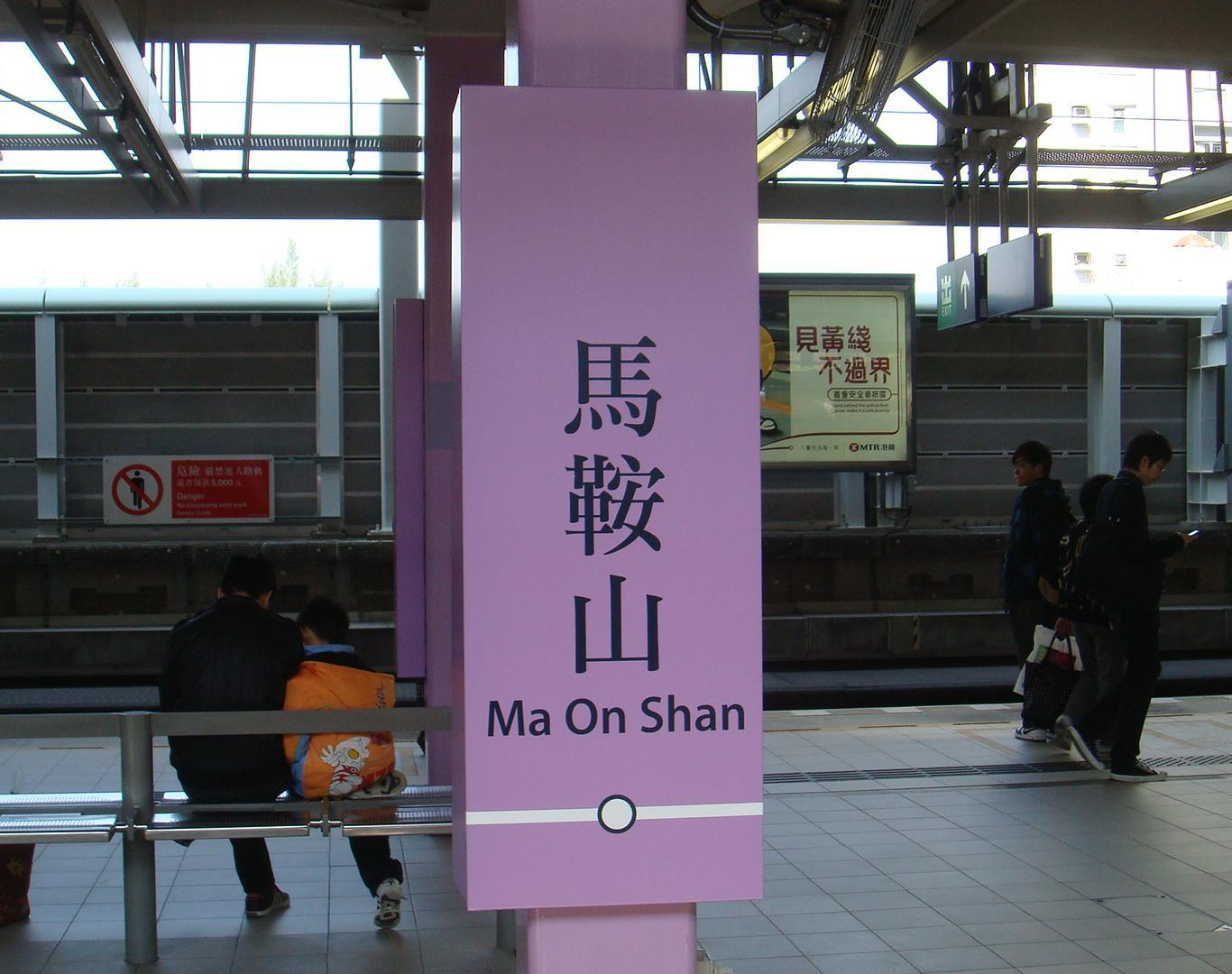
馬鞍山駅駅牌

## 接続交通一覧
バス
- 九龍バス：
  - 40X、85M、85S、85X、86C、86K、86S、86X、87D、87K、89D、89P、99、274P、286C、286M
- 過海隧道バス：
  - 680、680A、680P、680X、681、682、682P
- 龍運バス：
  - A41P

マイクロバス
- 新界專線小巴：
  - 803、807B、807K、808（八達通轉乗優恵）
  - 其他路線：26、810

## 歴史
- 2004年12月21日 - 開業。

## 隣の駅
香港鉄路
■屯馬線
恒安駅 - 馬鞍山駅 - 烏渓沙駅